# Frank Uppwall
Frank Uppwall,  né en 1900, était un peintre et illustrateur américain.